# Quarto problema de Hilbert
Na matemática, o quarto problema de Hilbert é um dos "problemas de Hilbert" de 1900 que consistia numa pergunta fundamental em geometria. Em um enunciado derivado do original, consistia em determinar geometrias cujos axiomas fossem os mais próximos dos da geometria Euclideana se os axiomas de ordenação e incidência forem mantidos, os axiomas de congruência forem enfraquecidos, e o equivalente do postulado das paralelas omitido. A solução foi dada por Georg Hamel. 
Mesmo que existam soluções para o problema, em particular uma proposta de Rouben V. Ambartzumian, o enunciado original de Hilbert tem sido considerado demasiado vago para admitir uma resposta definitiva.

## Enunciado Original
Hilbert discute a existência da geometria não-Euclideana e da geometria não-Arquimedeana bem como a ideia de que uma linha reta é definida como o menor caminho entre dois pontos.   Ele menciona como a congruência de triângulos é necessária para prova de Euclides que uma linha reta no plano é a distância mais curta entre dois pontos   Ele resumiu da seguinte forma:  

O teorema da linha reta como a menor distância entre dois pontos e o essencialmente equivalente teorema de Euclides sobre os lados de um triângulo, desempenham um importante papel não somente em teoria dos números mas também na teoria das superfícies e em cálculos de variações. Por esta razão, e porque eu acredito que a completa investigação das condições para a validade deste teorema irá lançar uma nova luz sobre a ideia de distância, assim como sobre outras ideias elementares, por exemplo, a ideia do plano, e a possibilidade de sua definição por meio da ideia de uma linha reta, "a construção e o tratamento sistemático das geometrias aqui possíveis me parecem desejáveis.

## Interpretações
Uma interpretação popular deste problema é que ele está pedindo por todas as métricas em porções convexas do plano em que as geodésicas são em linhas retas euclideanas.

## O Quarto Problema de Hilbert na 3ª dimensão
Uma das soluções do quarto problema de Hilbert na dimensão 2 foi obtida em 1976 por Rouben V. Ambartzumian no arcabouço de sua teoria da Geometria Integral Combinatória por aplicação de continuação de medida a partir de validações "Buffonicas" no espaço das retas no plano.   Recentemente (2014) uma tentativa foi feita por Rouben V. Ambartzumian para aplicar as mesmas técnicas começando de valorações similares que vivem no espaço dos planos em espaços Euclideanos 3-dimensionais.    O artigo propõe o conceito de métricas de cunha e formula algumas condições para a métrica de cunha  riar uma medida no espaço dos planos.   A definição de uma métrica de cunha é baseada em certas desigualdades tetraedrais de natureza combinatória.  Essas desigualdades substituem a desigualdade triangular comum.

## Exemplos

### Projeção gnomônica

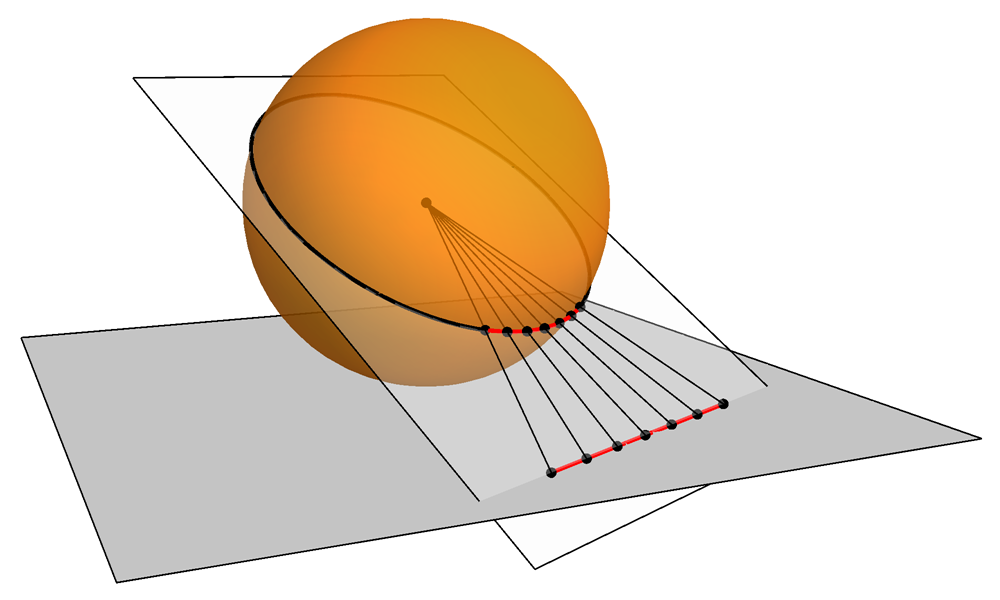
Grandes círculos se transformam em longas linhas pela pojeção gnômonica

Um mapa de projeção gnomônica da esfera mostra todos os grandes círculos como longas linhas, resultando em qualquer segmento de reta em um mapa de projeção gnomônica mostrando a menor rota entre o fim dos segmentos. Isto é feito pela paticipação dos pontos da superfície da esfera no plano tangente, cada pouso onde o raio do centro da terra passa através do ponto na superficie ate o avião.
Esta projecção permite que se dê uma métrica esférica para a parte do plano que mapeia.

### Modelo de disco de Klein

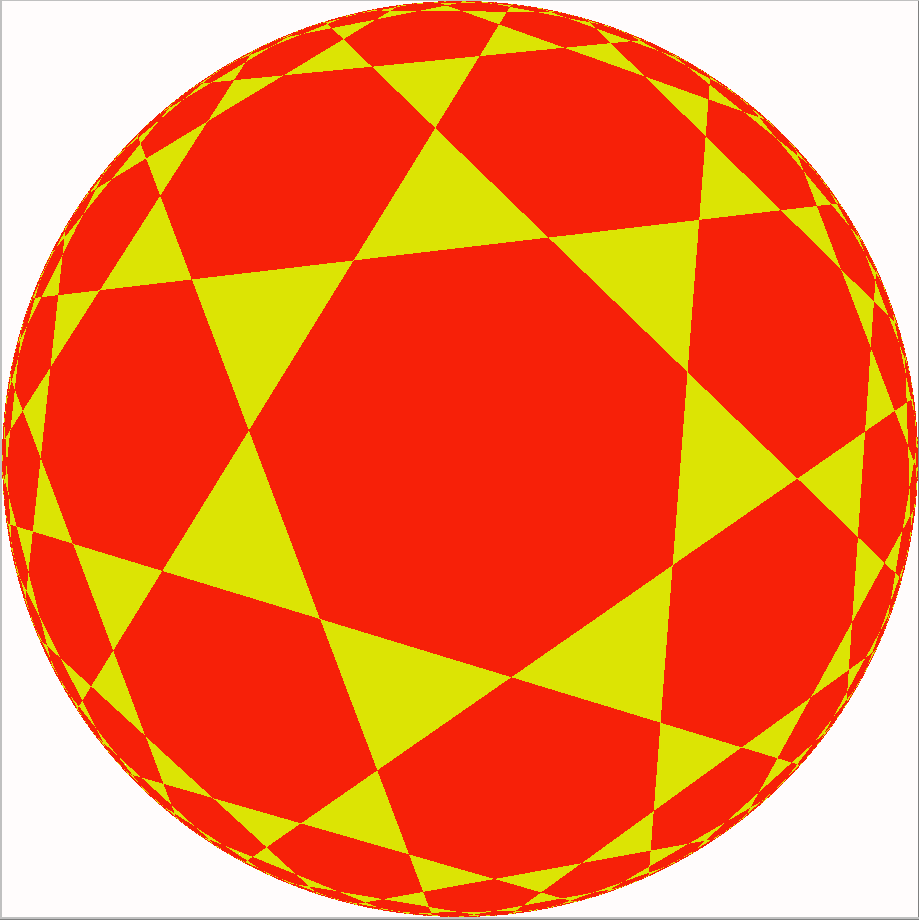
Um ladrilho trieptagonal hiperbólico no modelo Beltrami–Klein de projeção

Na geometria, o modelo de disco de Klein  é um model de duas dimensões Geometria hiperbólica na qual pontos são representados por pontos no interior de um disco unitário e as retas são representas por cordas, segmentos de linhas longas com término no círculo de fronteira.

## Leitura posterior
- Busemann, Herbert (1976). «Problem IV. Desarguesian spaces». In:  Browder, Felix E. Mathematical Developments Arising from Hilbert Problems. Col: Proceedings of Symposia in Pure Mathematics. XXVIII. [S.l.]: American Mathematical Society. pp. 131–141. ISBN 0-8218-1428-1. Zbl 0352.50010
- Papadopoulos, Athanase. «Hilbert's fourth problem». Handbook of Hilbert geometry (A. Papadopoulos and M. Troyanov, ed.). Col: IRMA Lectures in Mathematics and Theoretical Physics. 22 (2014). [S.l.]: European Mathematical Society. pp. 391–432. ISBN 978-3-03719-147-7